# Deneb Algedi

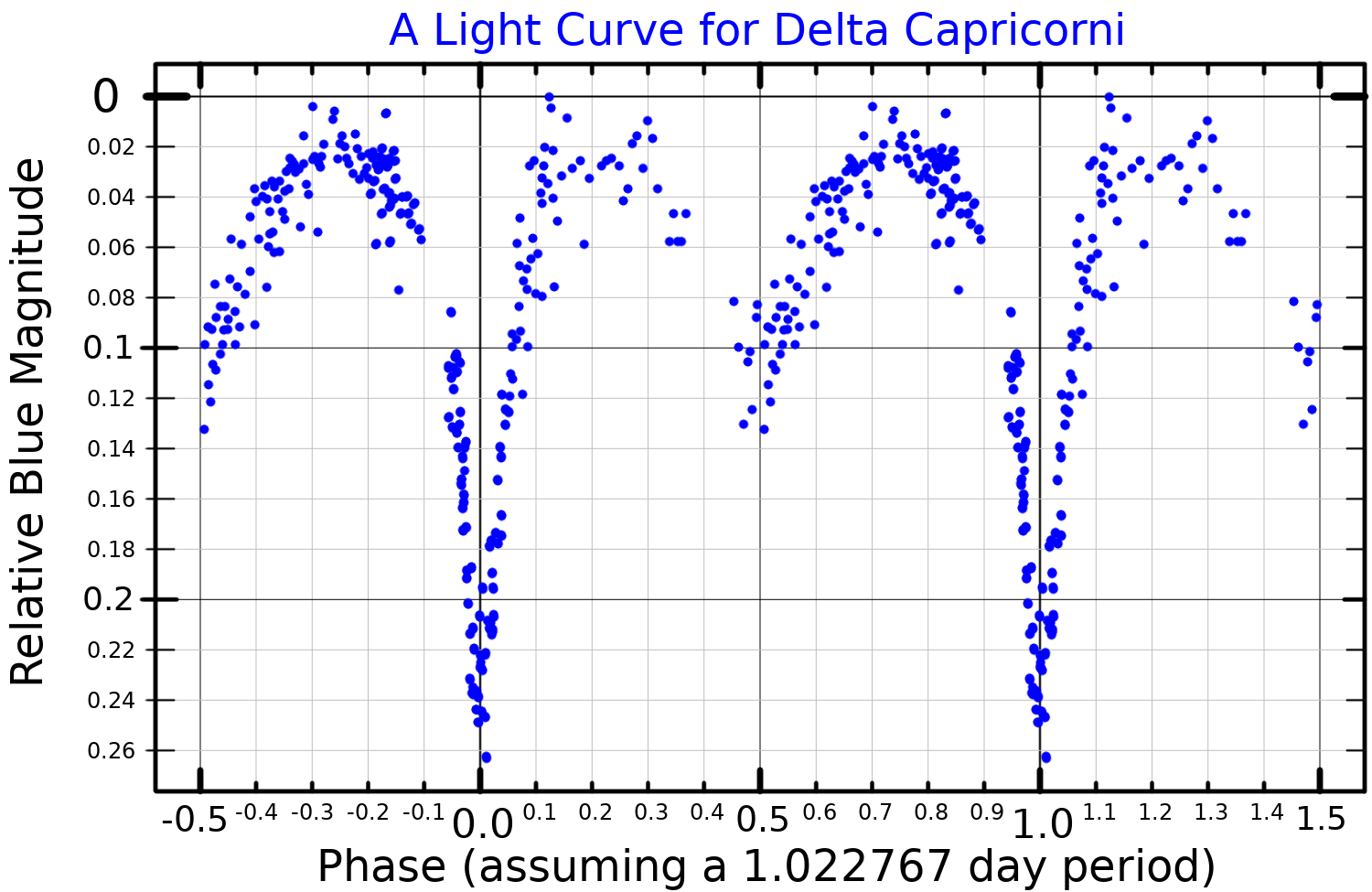
Lichtkromme van Deneb Algedi

Deneb Algedi (delta Capricorni) is de helderste ster in het sterrenbeeld Steenbok (Capricornus).
De ster staat ook bekend als Deneb Algiedi, Scheddi en Sheddi.